# Philipp Max
Philipp Martin Max, född 30 september 1993 i Viersen, är en tysk fotbollsspelare som spelar för Eintracht Frankfurt.

## Klubbkarriär
Den 2 september 2020 värvades Max av nederländska PSV Eindhoven, där han skrev på ett fyraårskontrakt. Den 31 januari 2023 lånades Max ut till Eintracht Frankfurt på ett låneavtal över resten av säsongen 2022/2023. Den 26 maj 2023 utnyttjade sin Eintracht Frankfurt köpoption i låneavtalet och han skrev på ett treårskontrakt med klubben.

## Landslagskarriär
Max debuterade för Tysklands landslag den 11 november 2020 i en 1–0-vinst över Tjeckien.